# Eric van de Poele
Eric van de Poele,  belgijski dirkač Formule 1, * 30. september 1961, Verviers, Belgija.
Eric van de Poele je upokojeni belgijski dirkač Formule 1. Debitiral je v sezoni 1991, ko se je v celi sezoni kvalificiral le na dirko za Veliko nagrado San Marina, na kateri pa je dosegel osmo mesto, kar je njegov najboljši rezultat kariere. V sezoni 1992 je dosegel trinajsto mesto na prvi dirki za 
Veliko nagrado Južne Afrike in deseto mesto na Veliki nagradi Belgije. Tri dirke pred koncem sezone se je upokojil.

## Popolni rezultati Formule 1
(legenda) (odebeljene dirke pomenijo najboljši štartni položaj, poševne pa najhitrejši krog, †-uvrščen kljub odstopu)
| Leto | Moštvo                        | Šasija         | Motor           | 1        | 2        | 3       | 4        | 5        | 6        | 7        | 8       | 9       | 10      | 11      | 12      | 13      | 14      | 15      | 16      | Prv | Toč |
| ---- | ----------------------------- | -------------- | --------------- | -------- | -------- | ------- | -------- | -------- | -------- | -------- | ------- | ------- | ------- | ------- | ------- | ------- | ------- | ------- | ------- | --- | --- |
| 1991 | Modena Team SpA               | Lambo 291      | Lamborghini V12 | ZDA DNPQ | BRA DNPQ | SMR 9   | MON DNPQ | KAN DNPQ | MEH DNPQ | FRA DNPQ | VB DNPQ | NEM DNQ | MAD DNQ | BEL DNQ | ITA DNQ | POR DNQ | ŠPA DNQ | JAP DNQ | AVS DNQ | -   | 0   |
| 1992 | Motor Racing Developments Ltd | Brabham BT60B  | Judd V10        | JAR 13   | MEH DNQ  | BRA DNQ | ŠPA DNQ  | SMR DNQ  | MON DNQ  | KAN DNQ  | FRA DNQ | VB DNQ  | NEM DNQ |         |         |         |         |         |         | -   | 0   |
| 1992 | Fondmetal                     | Fondmetal GR02 | Ford V8         |          |          |         |          |          |          |          |         |         |         | MAD Ret | BEL 10  | ITA Ret | POR     | JAP     | AVS     | -   | 0   |